# 戦争証跡博物館
戦争証跡博物館（せんそうしょうせきはくぶつかん、ベトナム語：Bảo tàng Chứng tích chiến tranh / 寶藏證蹟戰爭）とは、ベトナム・ホーチミン市の3区にある、ベトナム戦争の歴史を綴る博物館である。

## 展示

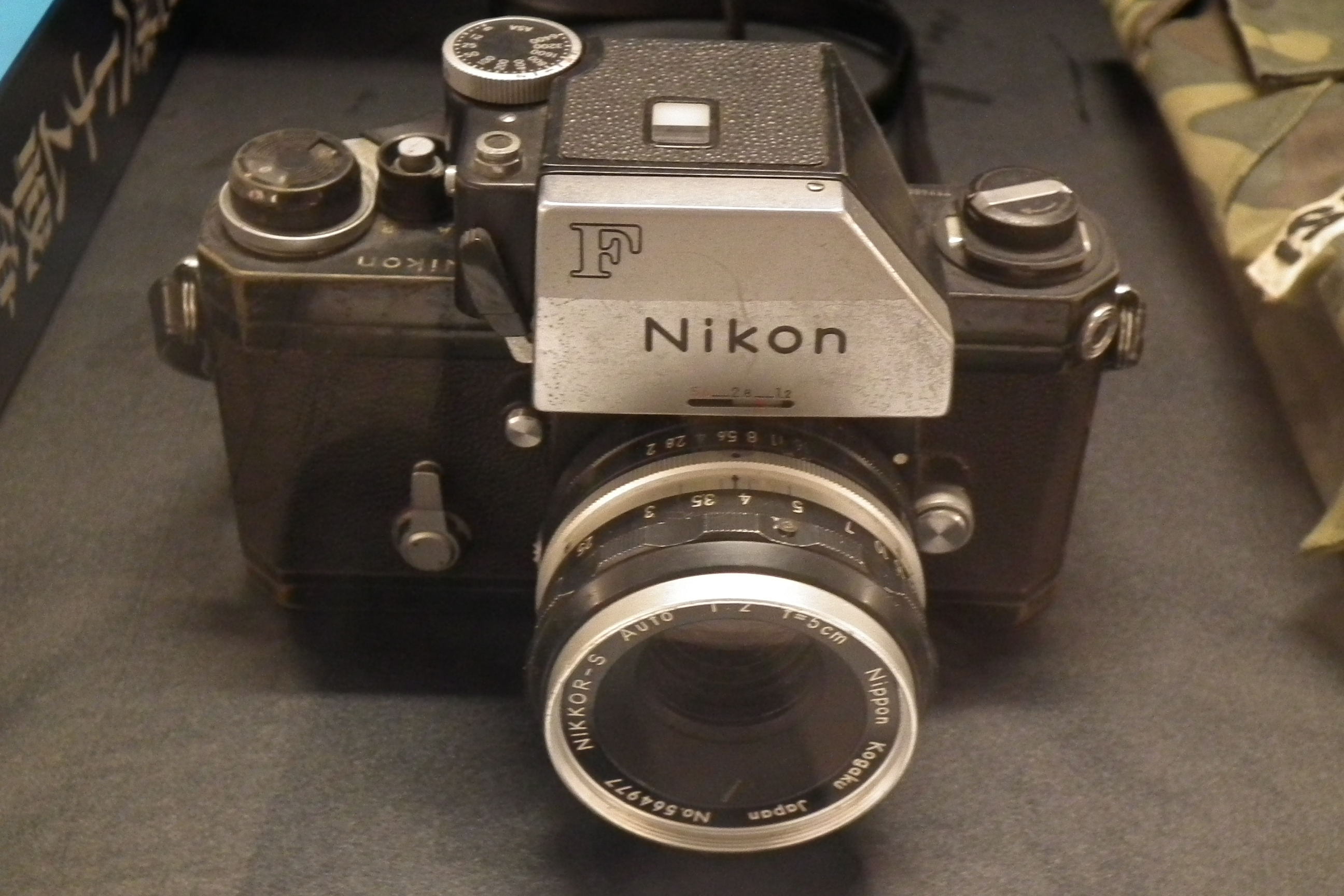
石川文洋がベトナム戦争で使用したNikon F（2階の常設コーナー。）

開館時間は、7:30～12:00, 13:30～17:00。3階建ての展示館が中心となっており、敷地内にはベトナム戦争で使用された戦闘機や戦車の野外展示の他、コンソン島刑務所の牢獄を再現した建物や売店が存在する。
展示館の屋内には、大砲や爆弾などの遺物、当時の報道写真などの戦争の足跡をたどる各種記録が展示されている。他にも戦後のものとして枯葉剤の犠牲となった人々の写真や、世界中から集められた反戦ポスターを展示する児童向けのコーナーも存在する。
ベトナム戦争中に命を落とした戦場カメラマン、報道写真家たちについて紹介する階があり、ロバート・キャパを始めとした、世界中のカメラマンについての紀行文が写真とともに飾られている。
日本人カメラマンも多く紹介されており、ピューリッツァー賞 写真部門を受賞した沢田教一の『安全への逃避』も展示されている。また、『地雷を踏んだらサヨウナラ』で知られる一ノ瀬泰造を紹介する文と、彼が愛用していたカメラ（ニコンF。弾丸が貫通している）の写真があるほか、石川文洋と中村梧郎の常設コーナーが設けられている。
また、日本共産党提供によるコーナーには、当時の日本でのベ平連などによる反戦運動の様子や、赤旗紙の広告なども展示されている。

## ギャラリー

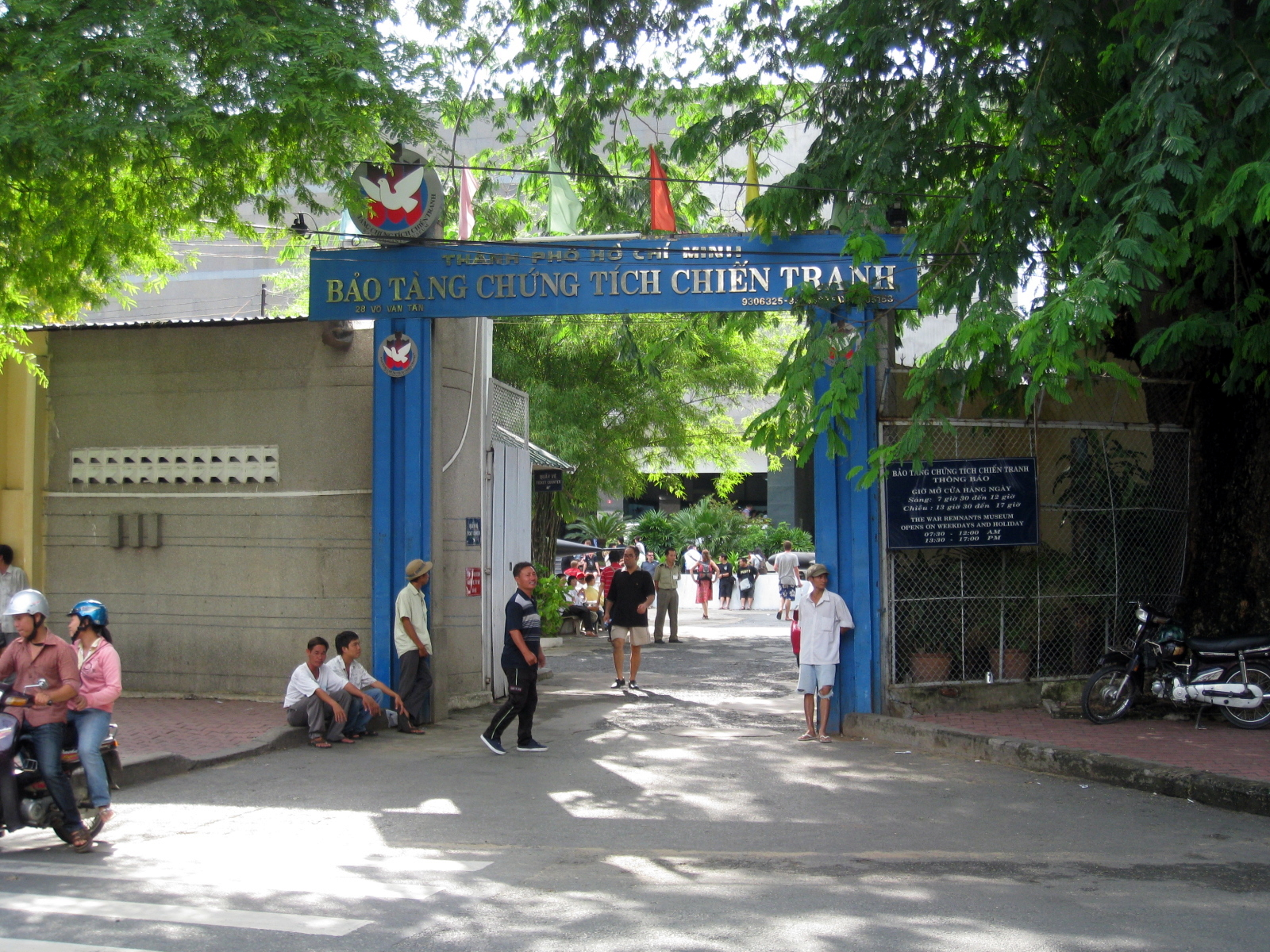
博物館正門
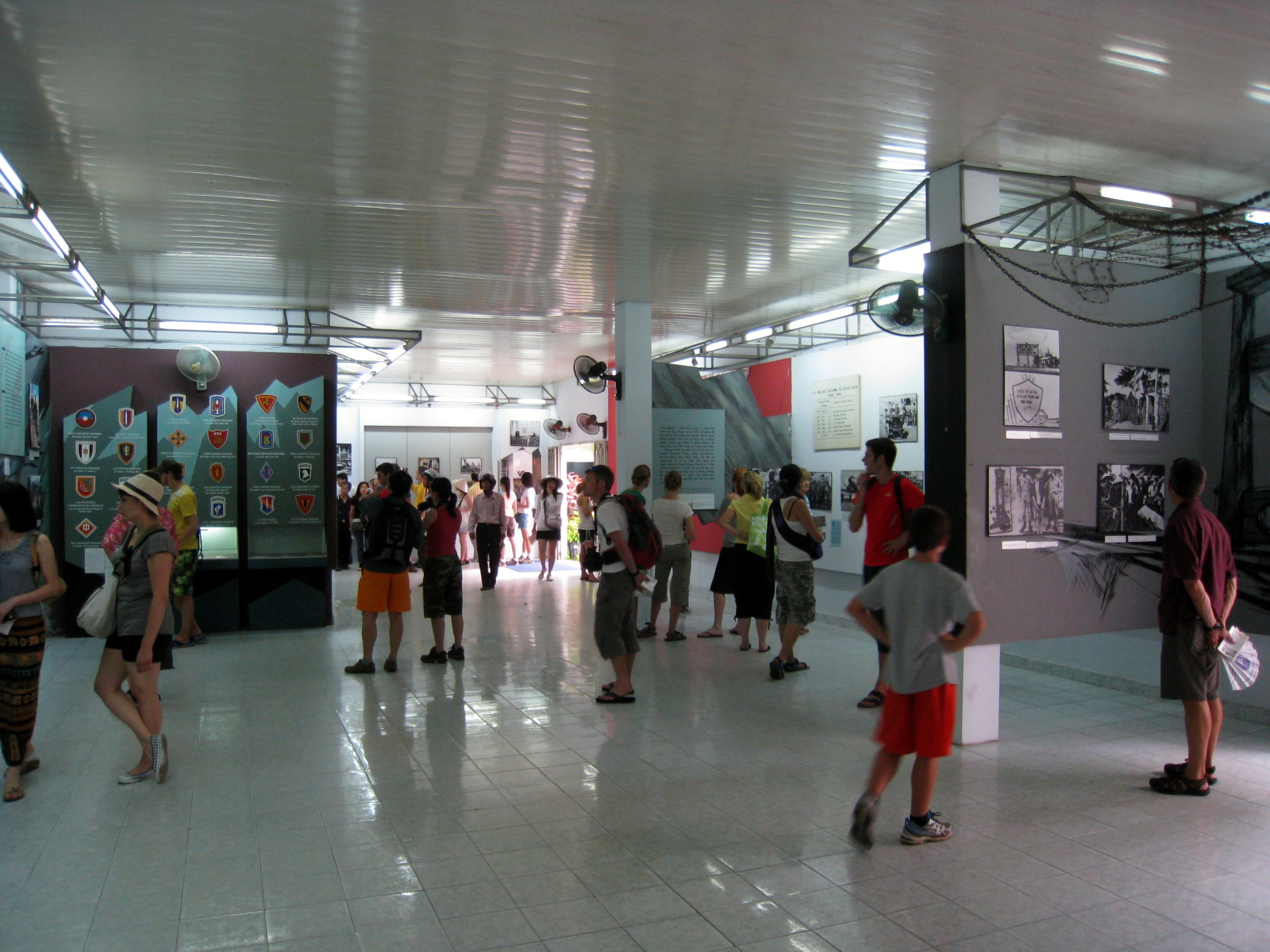
館内
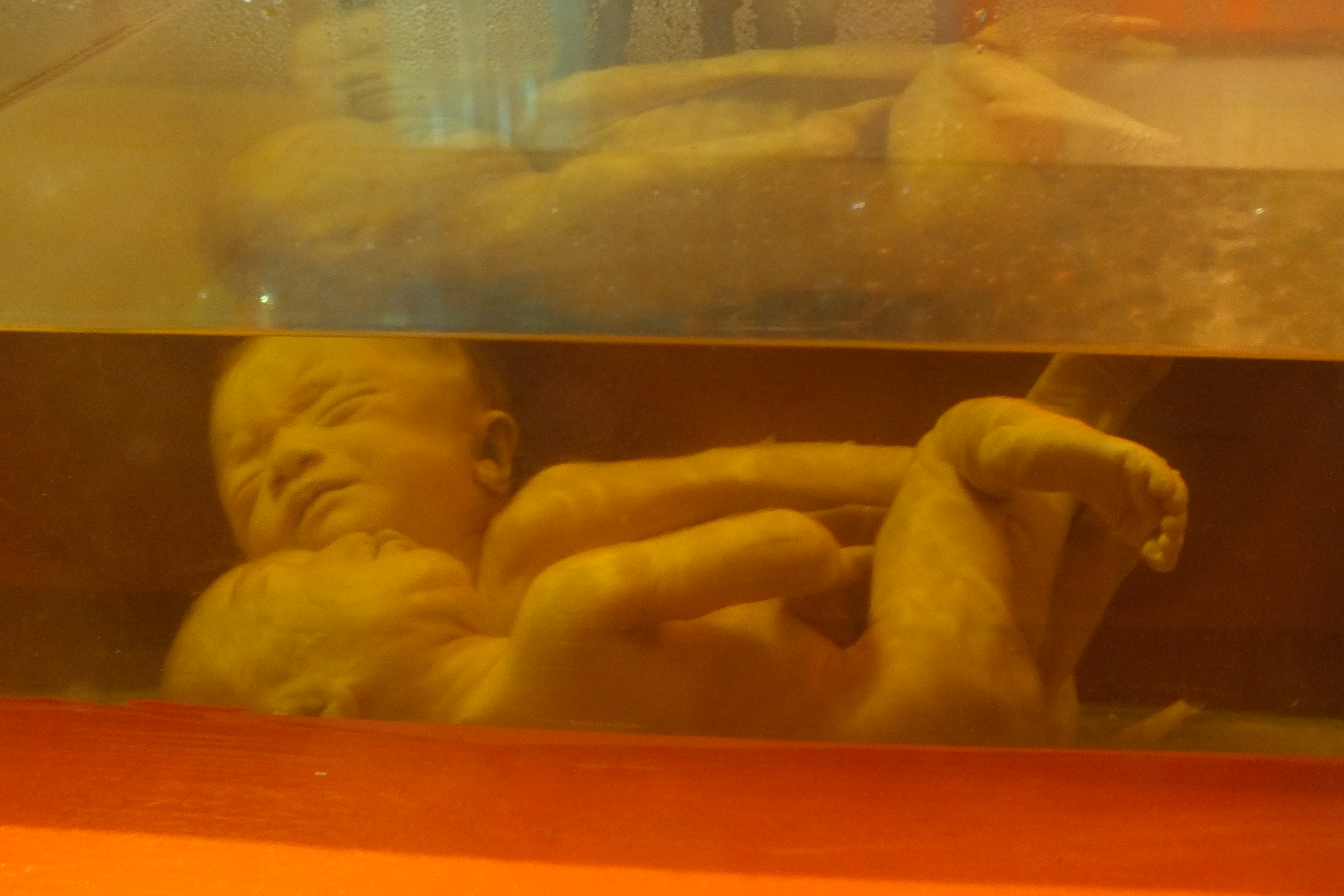
枯葉剤被害によるシャム双生児。
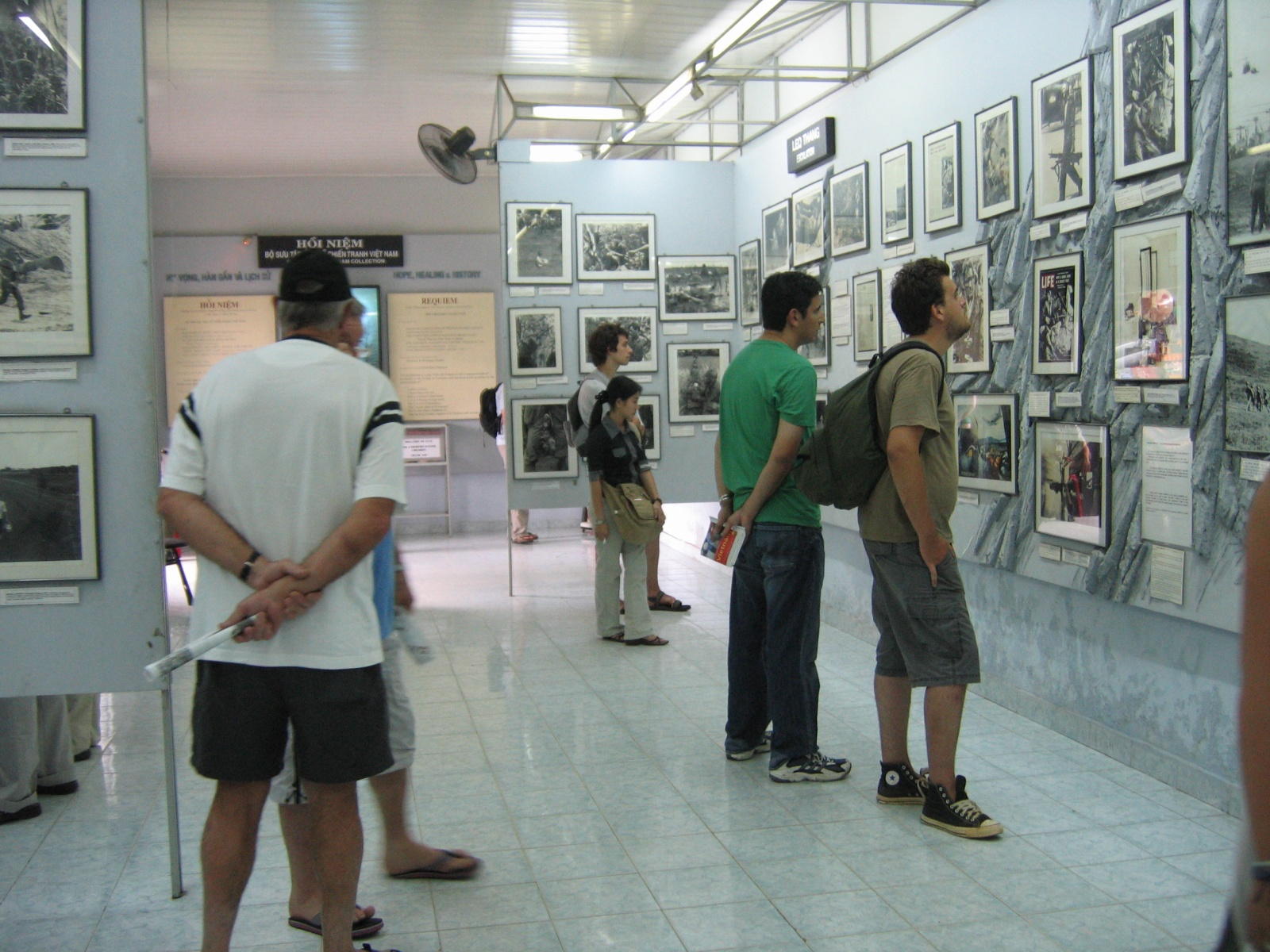
写真報道の展示
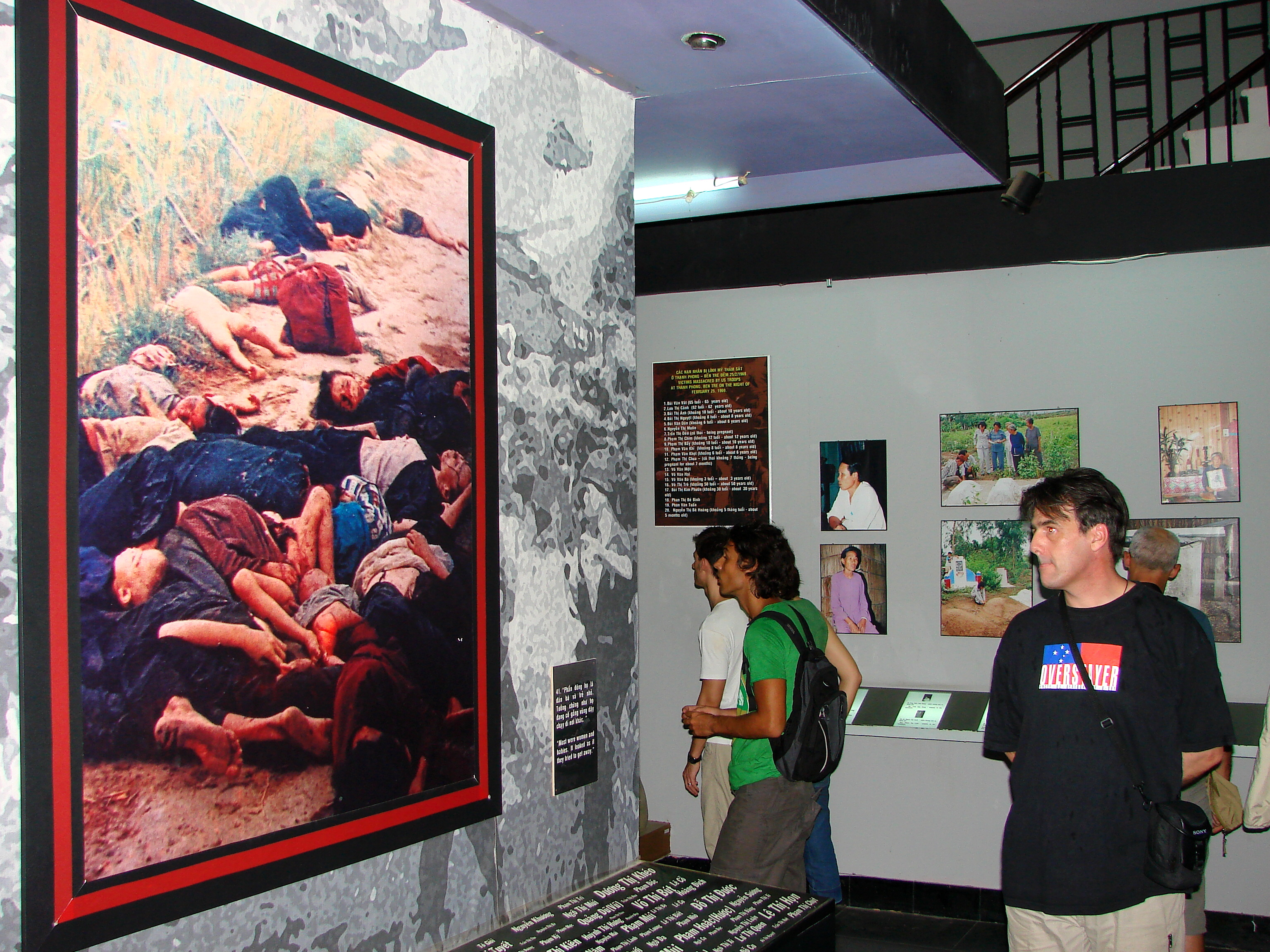
写真報道の展示
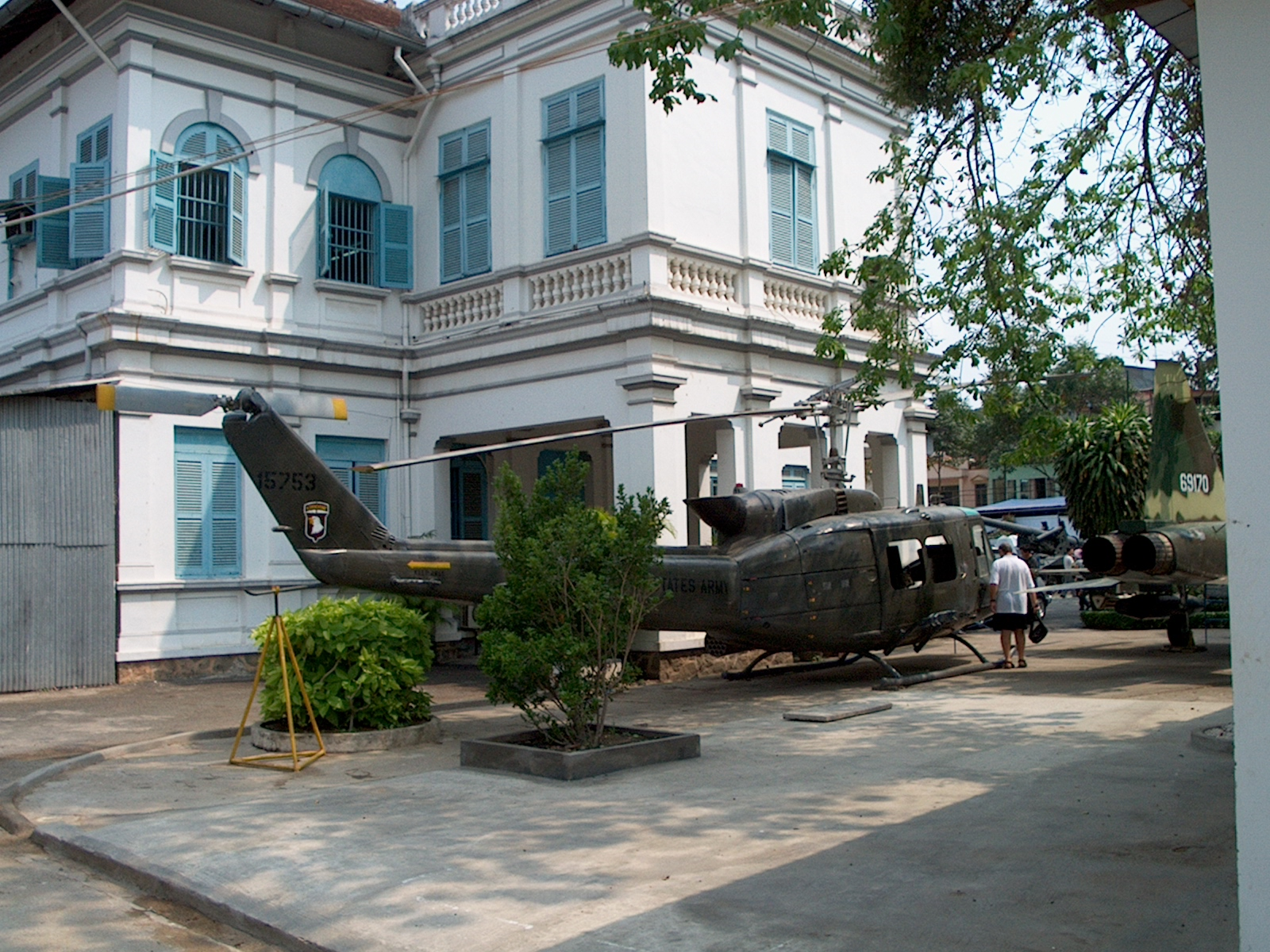
屋外展示